# خالد بن يزيد العدوي
خالد بن يزيد الْعُمَري العدوي القرشي، وكنيته أبو الهيثم وقيل بل هي أبو الوليد، (تُوفيّ في عام 229 هـ بِمكة المكرمة)، راوي حديث من المجروحين، وهُوّ من تبع التابعين. من نسل الصحابي والخليفة الثاني عمر بن الخطاب وينتسب إليه بـ الْعُمَري. وكان من أهل مكة المكرمة.

## سيرته
هُوّ أبو الهيثم خالد بن يزيد الْعُمَري، العدوي القرشي المكي. كناه بعض المؤرخين أبو الوليد بدلاً من أبو الهيثم.
يعد من تبع التابعين وأحد رواة الحديث والأثار، روى عن: ابن أبي ذئب، وسفيان الثوري. ورى عنه جماعة، منهم: علي بن حرب، ومحمد بن عوف الطائي، وغيرهم.
له 41 حديثاً مروياً، وطبقته الثالثة والعشرين. ترجم له العديد من العلماء والمؤرخين، منهم: الإمام الذهبي في كتابه سير أعلام النبلاء تحت باب الطبقة العاشرة، والإمام ابن حجر العسقلاني في كتابه لسان الميزان، وغيرهم.
يعتبر من الرواة المجروحين عند علماء الجرح والتعديل فقد كذبه يحيى بن معين، وأبو حاتم. وقال عنه ابن حبان: «يروي الموضوعات عن الثقات...»، وجرحه ابن حجر العسقلاني بقوله: «وهو واهي من المكيين.»
تُوفيّ في عام 229 هـ بِمكة المكرمة.

## وصلات خارجية
- خَالِدُ بْنُ يَزِيدَ الْعُمَرِيُّ - بيانات الراوي